# Trichonephila turneri
Espèce
Synonymes
- Nephila turneri Blackwall, 1833
- Epeira femoralis Lucas, 1858
- Nephila vittata Keyserling, 1864
- Nephila dolabella Thorell, 1899
- Nephila femoralis carbonaria Simon, 1903
- Nephila femoralis obscurascens Strand, 1906
- Nephila femoralis fuscipes Strand, 1906
- Nephila turneri orientalis Benoit, 1964

Statut de conservation UICN

 LC  : Préoccupation mineure
Trichonephila turneri est une espèce d'araignées aranéomorphes de la famille des Araneidae.

## Distribution
Cette espèce se rencontre en Afrique subsaharienne.

## Liste des sous-espèces
Selon World Spider Catalog (version 25.0, 18/03/2024) :
- Trichonephila turneri turneri (Blackwall, 1833)
- Trichonephila turneri orientalis (Benoit, 1964)

## Systématique et taxinomie
Cette espèce a été décrite sous le protonyme Nephila turneri par Blackwall en 1833. Elle est placée dans le genre Trichonephila par Kuntner et al. en 2019.

## Publications originales
- Blackwall, 1833 : « Characters of some undescribed genera and species of Araneidae. » The London and Edinburgh Philosophical Magazine and Journal of Science, sér. 3, vol. 3 p. 104-112, 187-197, 344-352 & 436-443.
- Benoit, 1964 : « La distribution géographique des Araneidae-Nephilinae africano-malgaches des genres Nephila Leach et Nephilengys Koch. » Revue de zoologie et de botanique africaines, vol. 69, p. 311-326.